# 3 tháng 2
Ngày 3 tháng 2 là ngày thứ 34 trong lịch Gregory. Còn 331 ngày trong năm (332 ngày trong năm nhuận).

## Sự kiện
- 301 – Thừa tướng Tư Mã Luân nhập cung và lên ngôi hoàng đế của triều Tấn, Tấn Huệ Đế Tư Mã Trung buộc phải xuất cư Kim Dung thành, tức ngày Ất Sửu (9) tháng 1 năm Tân Dậu.
- 535 – Hiếu Vũ Đế qua đời do uống phải rượu độc, Vũ Văn Thái và quần thần sau đó lập lập Nguyên Bảo Cự làm hoàng đế, Bắc Ngụy chính thức bị phân liệt thành Đông Ngụy và Tây Ngụy, tức ngày Quý Tị (15) tháng 12 nhuận năm Giáp Dần.
- 1690 – Thuộc địa Massachusetts phát hành Tiền giấy đầu tiên tại châu Mỹ.
- 1783 – Cách mạng Mỹ: Tây Ban Nha công nhận nền độc lập của Hoa Kỳ.
- 1809 – Lãnh thổ Illinois của Hoa Kỳ được thành lập.
- 1852 – Nội chiến Argentina: Trận Caseros.
- 1917 – Chiến tranh thế giới thứ nhất: Hoa Kỳ đoạn tuyệt quan hệ với Đức.
- 1930 – Đảng Cộng sản Việt Nam được thành lập tại Cửu Long, Hương Cảng thuộc Anh.
- 1945 – Chiến tranh thế giới thứ hai: Hoa Kỳ và Thịnh vượng chung Philippines bắt đầu trận chiến nhằm tái chiếm Manila từ Đế quốc Nhật Bản.
- 1958 – Hiệp ước thành lập Liên minh kinh tế Benelux được ba nước Hà Lan, Bỉ, Luxembourg ký kết tại La Hay, Hà Lan.
- 1972 – Thế vận hội Mùa đông XI được khai mạc tại thành phố Sapporo, Nhật Bản.
- 1994 - Tổng thống Bill Clinton tuyên bố bỏ hoàn toàn cấm vận Việt Nam và lập cơ quan liên lạc giữa hai nước.

## Sinh
- 1721 – Friedrich Wilhelm von Seydlitz, tướng lĩnh người Phổ (m. 1773)
- 1807 – Joseph Johnston, tướng lĩnh người Mỹ (m. 1891)
- 1809 – Felix Mendelssohn, nghệ sĩ dương cầm, nhà soạn nhạc người Đức (m. 1847)
- 1820 – Nguyễn Phúc Miên Trinh, thành viên hoàng thất và thi sĩ triều Nguyễn, tức ngày 19 tháng 12 năm Kỷ Mão (m. 1897)
- 1874 – Gertrude Stein, nhà thơ, nhà sưu tập nghệ thuật người Mỹ (m. 1946)
- 1889 – Carl Theodor Dreyer, tác gia người Đan Mạch (m. 1968)
- 1898
- Hugo Alvar Henrik Aalto, kiến trúc sư người Phần Lan (m. 1976)
- Pavel Samuilovich Urysohn, nhà toán học người Nga và Liên Xô, tức 22 tháng 1 theo lịch Julius (m. 1924)
- 1899 – Lão Xá, tác gia và nhà biên kịch người Trung Quốc (m. 1966)
- 1915
- Boris Paichadze, cầu thủ bóng đá người Liên Xô, tức 22 tháng 1 theo lịch Julius (m. 1990)
- Hồ Văn Tố, Thiếu tướng Quân đội Việt Nam Cộng hòa (m. 1962)
- 1920 - George Armitage Miller, nhà tâm lý học Hoa Kỳ người tiên phong trong Tâm lý học nhận thức (m. 2012).[1]
- 1947 – Paul Auster, tác gia người Mỹ
- 1958 – N. Gregory Mankiw, nhà kinh tế học người Mỹ
- 1959 – Chan Santokhi, chính trị gia người Surinam
- 1960
- Joachim Löw, cầu thủ và nhà quản lý bóng đá người Đức
- Huệ Anh Hồng, diễn viên người Hồng Kông
- 1963 – Vũ Đức Đam, chính trị gia người Việt Nam
- 1971 – Hong Seok-cheon, diễn viên người Hàn Quốc
- 1984 – Kim Joon, rapper, diễn viên, người mẫu người Hàn Quốc
- 1986 – Leandro Assumpção, cầu thủ bóng đá người Brasil
- 1987 – Cleiton Silva, cầu thủ bóng đá người Brasil
- 1988
- Kyuhyun, ca sĩ và diễn viên người Hàn Quốc (Super Junior)
- Gregory van der Wiel, cầu thủ bóng đá người Hà Lan
- 1989
- Slobodan Rajkovic, cầu thủ bóng đá người Serbia
- Ryne Sanborn, diễn viên người Mỹ
- 1990 – Sean Kingston, ca sĩ người Mỹ-Jamaica

## Mất
- 13 – Vương Chính Quân, hoàng hậu và hoàng thái hậu của triều Hán, tức ngày Quý Sửu (4) tháng 2 năm Quý Dậu theo lịch triều Tân (s. 71 TCN)
- 403 – Tư Mã Đạo Tử, thành viên hoàng thất và chính trị gia triều Đông Tấn, tức ngày Canh Thân (26) tháng 12 năm Nhâm Dần (s. 364)
- 1451 – Murad II, sultan của Đế quốc Ottoman (s. 1404)
- 1468 – Johannes Gutenberg, thợ in, nhà xuất bản người Đức (s. 1398)
- 1820 – Gia Long, quân chủ triều Nguyễn (s. 1762).
- 1847 – Nguyễn Phúc Miên Quan, tước phong Kiến Tường công, hoàng tử con vua Minh Mạng (s. 1827)
- 1862 – Jean-Baptist Biot, nhà vật lý học, thiên văn học và toán học người Pháp (s. 1774)
- 1862 – Carl Ludwig Blume, nhà thực vật học người Đức-Hà Lan (s. 1796)
- 1867 – Maximilian, quý tộc, nhà dân tộc học và tự nhiên người Đức (s. 1782)
- 1901 – Fukuzawa Yukichi, tác gia, dịch gia, doanh nhân người Nhật Bản (s. 1835)
- 1923 – Kuroki Tamemoto, tướng lĩnh người Nhật Bản (s. 1844)
- 1924 – Woodrow Wilson, Tổng thống Hoa Kỳ, đoạt giải Nobel (s. 1856)
- 1925 – Oliver Heaviside, nhà toán học và vật lý học người Anh Quốc (s. 1850)
- 1951 – Ái Tân Giác La Tải Phong, nhiếp chính vương của triều Thanh (s. 1883)
- 1959
  - Buddy Holly, ca sĩ và nghệ sĩ guitar người Mỹ (s. 1936)
  - Ritchie Valens, ca sĩ Mỹ (s. 1941)
- 1975 – Umm Kulthum, ca sĩ và diễn viên người Ai Cập (s. 1904)
- 1989 – John Cassavetes, dien viên Mỹ (s. 1929)
- 2005 – Zurab Zhvania, Thủ tướng Gruzia (s. 1963)
- 2008 – Đỗ Tất Lợi, nhà dược học người Việt Nam (s. 1919)
- 2012 – Lê Trí Viễn, nhà giáo, nhà nghiên cứu văn học người Việt Nam (s. 1919)
- 2012 – Đỗ Tiến Tài, chính trị gia người Singapore (s. 1921)

## Những ngày lễ và kỷ niệm
Năm 1960,tại Đại hội đại biểu toàn quốc lần thứ III của Đảng Cộng sản Việt Nam đã quyết định lấy ngày 3 tháng 2 dương lịch hằng năm làm ngày kỉ niệm thành lập Đảng Cộng sản Việt Nam(1930)